# Olpium canariense
Olpium canariense är en spindeldjursart som beskrevs av Beier 1965. Olpium canariense ingår i släktet Olpium och familjen Olpiidae. Inga underarter finns listade i Catalogue of Life.